# Max von Brauchitsch
Max Karl Ludwig von Brauchitsch (* 21. März 1835 in Berlin; † 10. März 1882 ebenda) war Beamter und Mitglied des Deutschen Reichstags.

## Leben
Max war der älteste Sohn des preußischen Oberstleutnants Emil von Brauchitsch (1801–1881) und dessen Ehefrau Marie, geborene von Braunschweig (1812–1856).
Brauchitsch studierte von 1852 bis 1855 in Heidelberg, Halle und Berlin Rechtswissenschaften und Verwaltungswissenschaften. 1853 wurde er im Corps Saxo-Borussia Heidelberg recipiert. Ab Januar 1861 war er Gerichtsassessor und von 1864 bis 1872 Landrat des Kreises Deutsch-Krone. Als Landwehroffizier nahm er an den Kriegen gegen Dänemark 1864 und gegen Frankreich 1870 teil. Ab 1872 war er im Ministerium des Innern beschäftigt.
Von 1868 bis 1882 war er Mitglied des Preußischen Hauses der Abgeordneten für den Wahlbezirk Deutsch-Krone-Flatow. Von Brauchitsch war dort Referent für die Kreisordnung 1871–72 und für die Klassensteuervorlage 1871–72. Als Regierungs-Kommissar vertrat er die Verwaltungs-Organisationsgesetze ab 1876, als Kommissar des Bundesrats das Reichspreßgesetz 1874 und das Gesetz gegen die gemeingefährlichen Bestrebungen der Sozialdemokratie 1878. Weiter war er Herausgeber der „Organisationsgesetze der inneren Verwaltung“ und der „Neuen Preußischen Verwaltungsgesetze“.
Zwischen Oktober 1881 und seinem Tode war er auch Mitglied des Deutschen Reichstages für die Deutschkonservative Partei und den Wahlkreis Regierungsbezirk Marienwerder 8 (Deutsch-Krone).